# Nadecznikowate
Nadecznikowate (Spongillidae) – rodzina gąbek pospolitych z rzędu Haplosclerida.

## Systematyka
Rodzina obejmuje ponad 20 rodzajów. Oto one:
- Anheteromeyenia Schröder, 1927
- Corvoheteromeyenia Ezcurra de Drago, 1979
- Corvospongilla Annandale, 1911
- Dosilia Gray, 1867
- Duosclera Reiswig & Ricciardi, 1993
- †Eospongilla Dunagan, 1999
- Ephydatia Lamouroux, 1816
- Eunapius Gray, 1867
- Heteromeyenia Potts, 1881
- Heterorotula Penney & Racek, 1968
- †Lutetiospongilla Richter & Wuttke, 1999
- Meyenia Carter, 1881 [3]
- Nudospongilla Annandale, 1918
- Pachyrotula Volkmer-Ribeiro & Rützler, 1997
- Pectispongilla Annandale, 1909
- Pottsiela Volkmer-Ribeiro, Souza-Machado, Furstenau-Oliveira, Vieira-Soares, 2010
- Racekiela Bass & Volkmer-Ribeiro, 1998
- Radiospongilla Penney & Racek, 1968
- Sanidastra Volkmer-Ribeiro & Watanabe, 1983
- Saturnospongilla Volkmer-Ribeiro, 1976
- Spongilla Lamarck, 1816
- Stratospongilla Annandale, 1909
- Trochospongilla Vejdovsky, 1888
- Umborotula Penney & Racek, 1968
- Uruguayella Bonetto & Ezcurra de Drago, 1969

Identyfikacja gatunkowa gąbek z tej rodziny wymaga wykonywania preparatów mikroskopowych, dlatego na potrzeby monitoringu środowiska odnotowuje się tylko samą obecność tej rodziny. Na czerwonej liście gatunków zagrożonych w Polsce znajdują się trzy gatunki gąbek z tej rodziny: nadecznica drżąca, strzępoczka rozesłana i strzępoczka zielonawa. Ogólnie w Polsce występuje siedem gatunków gąbek z tej rodziny. Gatunkiem typowym jest nadecznik stawowy.